# Mateo Fígoli
Mateo Fígoli Martínez (Punta del Este, 3 de agosto de 1984) es un futbolista uruguayo. Juega como mediocampista en el Club Atlético Ituzaingó de Punta del Este de la Liga Mayor de Fútbol de Maldonado, una de las ligas regionales del fútbol uruguayo.  

## Trayectoria
Se inició en las inferiores del Deportivo Maldonado, equipo en el cual debuta como futbolista profesional. Pasa después al Club Atlético Atenas de San Carlos donde permanece un año, para después emigrar al fútbol suizo. 
Inicia su experiencia europea en el año 2005 con el SC Kriens de Suiza, que participa en la Challenge League. Tras una temporada por ese equipo, regresa a su natal Uruguay, fichando por el Rampla Juniors. En Rampla Juniors permanece una temporada, para después recaer en el fútbol de México.
Llega al Querétaro Fútbol Club en el año 2006, equipo recién ascendido a la Primera División de México. Con el equipo querétano estuvo año, pues tras el descenso del equipo, decidió salir al Puebla F.C., en donde tiene un paso fugaz que dura solamente 6 meses. A finales de 2007 regresa nuevamente a Uruguay, al Danubio F.C.
En el Danubio permaneció otro semestre para regresar luego, al fútbol de Europa, esta vez con el Triestina Calcio de la Serie B de Italia. Ahí estuvo una temporada y media, para volver a México en el año 2010, está vez a la Segunda División con el Club León.
Con el León disputa tres torneos, en los cuales es un habitual titular, aunque las lesiones no dejaron de hacerse presentes durante su estancia en el equipo esmeralda. En el verano de 2011 es cedido al Dorados de Sinaloa. Con el equipo sinaloense juega dos torneos, teniendo participación en todos los partidos disputados por el primer equipo. Sin embargo, sale del equipo al terminar la temporada 2011-2012.
Para la temporada 2012-2013 llega al Cúcuta Deportivo de la Primera División de Colombia. juega casi todos los partidos y se vuelve ídolo rojinegro por su entrega es un jugador muy querido y recordado por los motilones 
Luego de un año en el equipo motilón, se conoció que el jugador se desvinculará del equipo para ir a jugar en el Estudiantes de México.
Desafortunadamente, las lesiones tocaron al jugador, haciendo que se perdiera gran parte del torneo, viendo mermada su participación.
Para el Draft del Clausura 2013, llega al equipo Dorados de Sinaloa, de Liga de ascenso de México , siendo la segunda ocasión que viste esa playera.

## Clubes
| Club                        | País     | Año         |
| --------------------------- | -------- | ----------- |
| Deportivo Maldonado         | Uruguay  | 2001 - 2003 |
| Atenas de San Carlos        | Uruguay  | 2003 - 2004 |
| Kriens                      | Suiza    | 2005        |
| Rampla Juniors              | Uruguay  | 2005 - 2006 |
| Querétaro                   | México   | 2006 - 2007 |
| Puebla                      | México   | 2007        |
| Danubio                     | Uruguay  | 2008        |
| Triestina Calcio            | Italia   | 2008 - 2009 |
| Club León                   | México   | 2010 - 2011 |
| Dorados de Sinaloa          | México   | 2011 - 2012 |
| Cúcuta Deportivo            | Colombia | 2012 - 2013 |
| Estudiantes Tecos           | México   | 2013        |
| Dorados de Sinaloa          | México   | 2014        |
| Mineros de Zacatecas        | México   | 2014 - 2015 |
| Alianza Petrolera           | Colombia | 2015 - 2016 |
| Atlético Huila              | Colombia | 2016 - 2017 |
| Atenas de San Carlos        | Uruguay  | 2018        |
| Ituzaingó de Punta del Este | Uruguay  | 2019 - act. |